# Opera Atelier

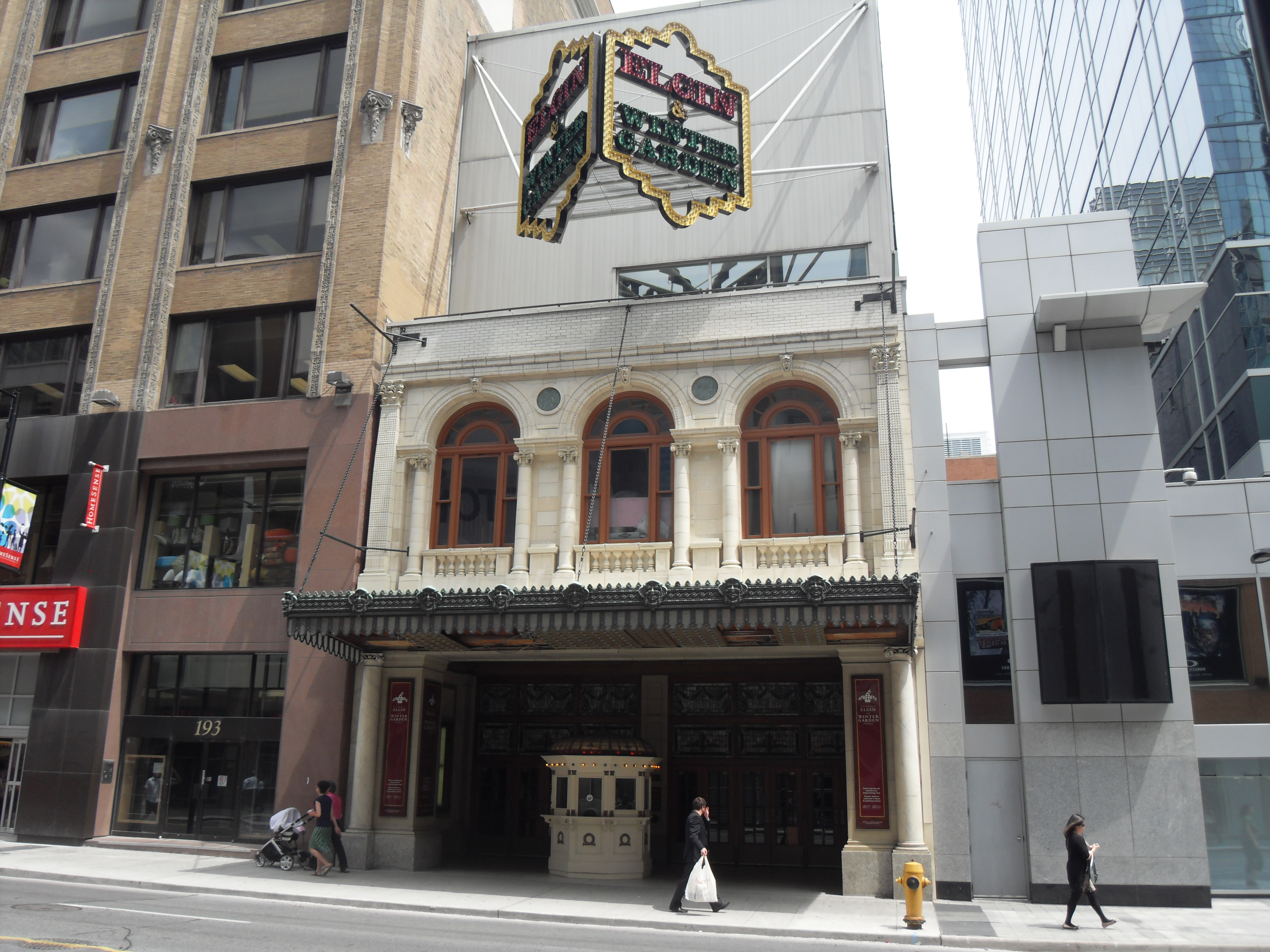
Teatro Elgin e Winter Garden

Opera Atelier è una compagnia d'opera con sede a Toronto, in Canada. È stata fondata nel 1985 dai coniugi Marshall Pynkoski e Jeannette Lajeunesse Zingg.

## Storia
La compagnia organizza opere barocche del XVII e XVIII secolo che vengono presentate in locali situati nel Quartiere dei Teatri di Toronto. Per molti anni le loro produzioni sono state rappresentate all'Elgin Theatre.
Patricia Barretto è stata direttrice esecutiva dal 2011 al 2015. La compagnia ha eseguito opere barocche a New York, Houston, Stoccarda, Brema, Londra, Singapore, Seoul e Tokyo, al Glimmerglass Festival ed al Castello di Versailles, in Francia. Opera Atelier ha ricevuto numerosi Lieutenant Governor's Awards per le Arti prima che questi venissero interrotti nel 2003.
Opera Atelier presenta due opere complete all'anno e tournée internazionali ogni due anni. Usano strumenti d'epoca, scenografie e costumi che riflettono l'estetica dell'epoca.

## Collaborazioni
Opera Atelier ha collaborato con altre organizzazioni musicali a Toronto, tra cui la Tafelmusik Baroque Orchestra, l'orchestra dell'Opera Atelier per spettacoli all'Elgin Theatre, ed il Royal Conservatory of Music. L'organizzazione beneficia anche di finanziamenti del Toronto Arts Council.